# Primer Ministre de Corea del Sud
El Primer Ministre de la República de Corea és escollit pel President amb l'aprovació de l'Assemblea Nacional. No és necessari que el Primer Ministre sigui membre del parlament.
El primer ministre és el principal assistent executiu del President, que és el cap del govern en l'actualitat. El Primer Ministre assisteix al President en la supervisió dels diferents ministeris, així com fa recomanacions en les diverses polítiques ministerials. El Primer Ministre és el primer en la línia successòria per assumir el càrrec de President en cas que aquest es vegi apartat de la funció dels seus poders. L'últim Primer Ministre que va actuar com a President en funcions va ser Goh Kun durant el judici polític del President Roh Moo-hyun el 2004.
El càrrec va ser creat el 1948, quan Corea del Sud va ser fundada, i va ser ocupat per Lee Beom-seok fins al 1950. El títol va rebre el nom de Ministre Cap de Gabinet entre els anys 1961 i 1963. L'oficina del Primer Ministre té el suport de dos viceministres.
Quan el Primer Ministre és nomenat pel President però no ha estat confirmat per l'Assemblea es coneix com a Primer Ministre en funcions. El Primer Ministre esdevé President en funcions en cas que el President mori, dimiteixi o sigui acusat. Actualment, el Primer Ministre de Corea del Sud és Jung Hong-won.